# Couvercle
Un couvercle est un élément mobile de forme plate servant à fermer un récipient ou un emballage. Il peut être amovible ou fixé au récipient par une charnière. Il est dans certains cas muni d'un organe de préhension parfois appelé fretel : anneau, poignée, bouton ou forme ornementale (fruit, légume ou encore zal...).

## Cuisine

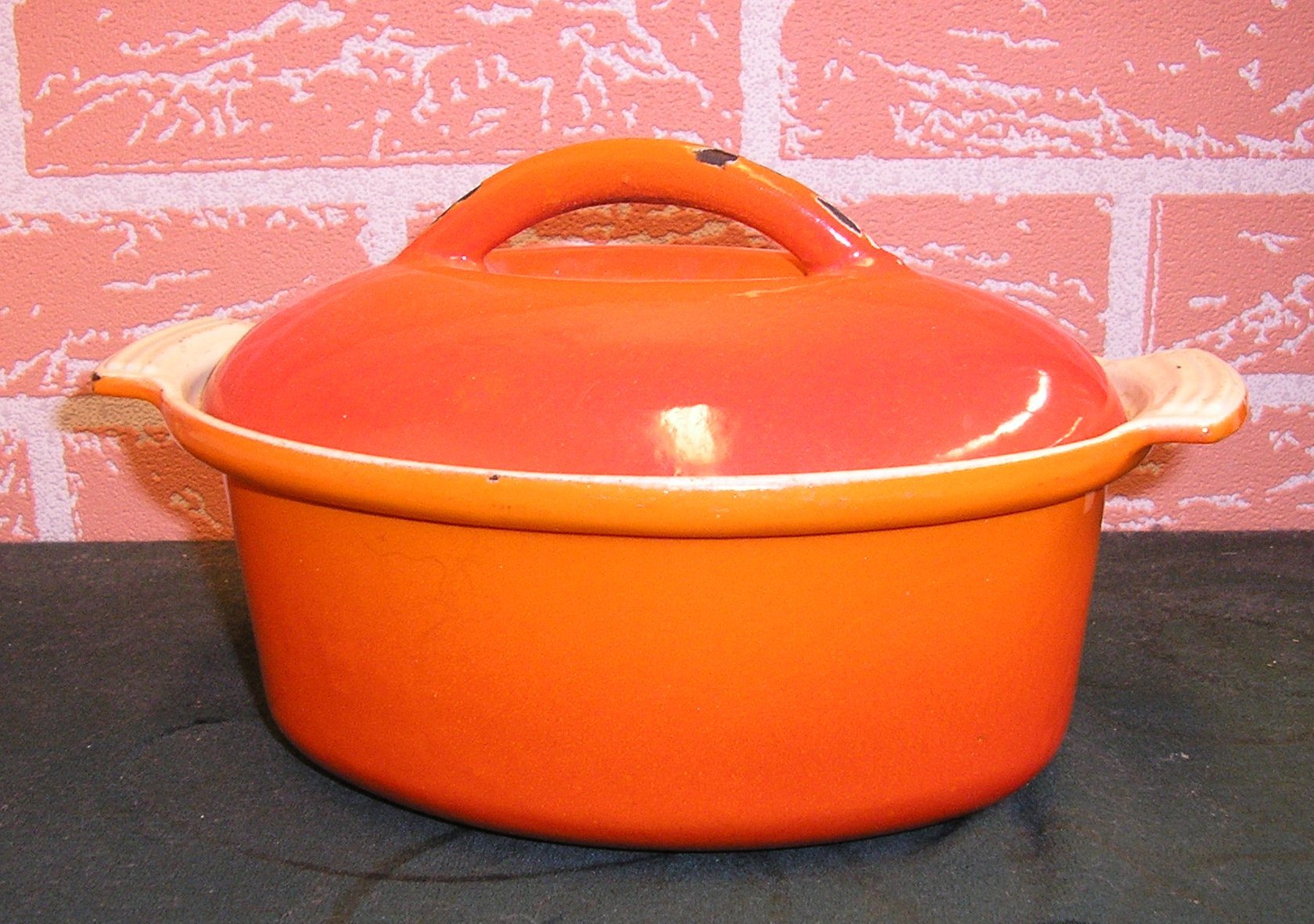
Une cocotte munie de son couvercle.

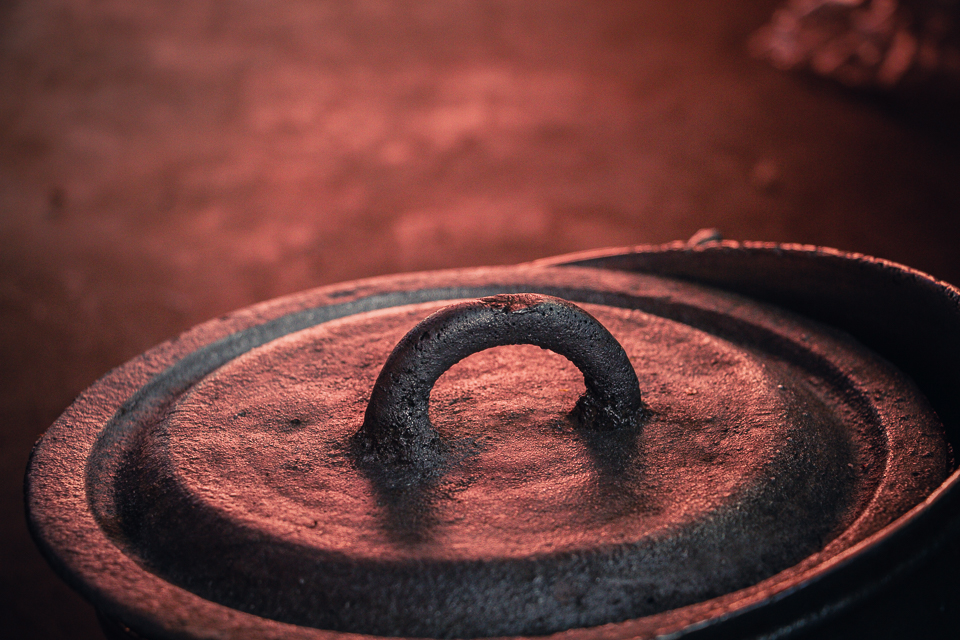
Couvercle d'un pot pour retenir la chaleur lors de la cuisson. Février 2023.

En cuisine, ce terme désigne l'ustensile de cuisine qui sert à couvrir un récipient de cuisson (casserole, marmite, cocotte...). Sur des cocotte-minutes (ou autocuiseur), l'intérieur du couvercle est en relief pour faire redescendre la vapeur condensée en pluie.
Il existe des couvercles perforés pour l'évacuation de la vapeur ou pour un égouttage. Cependant, comme ustensile de cuisine, le couvercle permet de chauffer plus rapidement le contenu en concentrant la chaleur ; il garde au chaud ou permet de mijoter à feu doux. 
Selon l'Ademe, poser un couvercle sur les casseroles permet d'économiser 30 % d'énergie pour des aliments cuits à l'étouffée (comme dans une cocotte-minute) et jusqu'à 70 % pour les liquides[réf. non conforme].

## Emballage

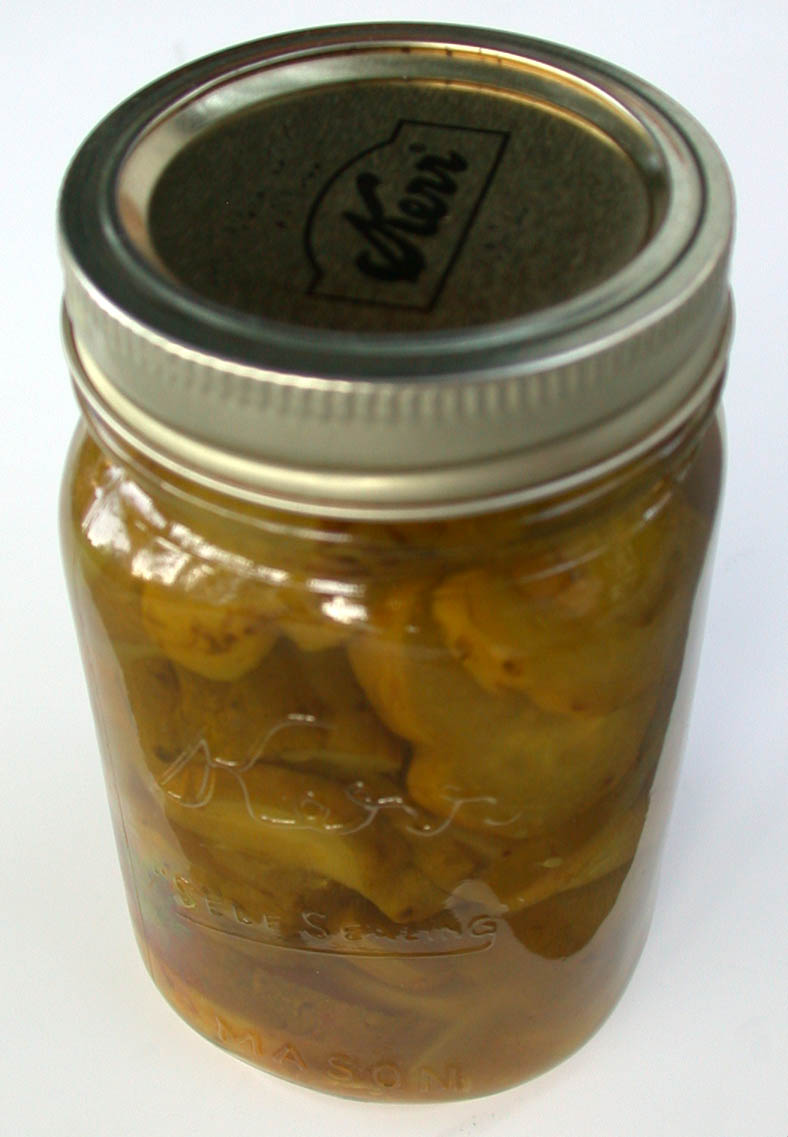
Un bocal muni de son couvercle.

En emballage, le rôle du couvercle est de protéger le contenu entre deux utilisations. 
Il y a des couvercles à charnière (par exemple boîtes en carton pour la lessive en poudre ou boîte à thé en métal). 
Il y a des couvercles emboîtés (pot de peinture) et des couvercles clipsés (barquette de beurre). C'est l'élasticité du matériau qui assure la fermeture et l'étanchéité. 
Il y a des couvercles vissés, en métal ou en plastique qu'on appelle parfois capsule, voir photo. 
Souvent, le couvercle abrite un opercule étanche qu'on ôte à la première utilisation, il garantit l'inviolabilité du contenu et sa conservation parfaite. À la différence d'un couvercle, un opercule ordinaire n'est pas repositionnable.